# Имиграција у Грчкој
Имиграција у Грчкој у проценту страног становништва у Грчкој износи 7,1% у пропорцији са укупним становништвом земље. Штавише, између 9 и 11% регистроване грчке радне снаге од 4,4 милиона су странци. Мигранти додатно чине 25% оних који зарађују плате и плате. Мигранти су толико богати да је у друштву са негативним природним прирастом становништва имиграција постала једини извор укупног пораста становништва.
Од 2012. године, албански мигранти чине око 55–60% или више имигрантске популације. Новије имигрантске групе, од средине деведесетих година, састоје се од азијских националности - посебно Пакистана и Бангладеша - са политичким азилом и или незаконитом миграцијом кроз Турску, Авганистана, Ирака, Сомалије. Од 1990-их, пораст таквих токова довео је до појаве имиграције као све важнијег политичког питања у Грчкој.
Имигранти попуњавају улоге углавном у неформалном сектору а данас у Грчкој постоји велики број имиграната без докумената. Како је већи број миграната ушао у Грчку деведесетих година, имиграциона политика грчке владе се почела сматрати недостатком контроле и законског оквира за управљање ситуацијом. Док је грчка влада направила неке промене у имиграционој политици, имиграциона реформа остаје ниски приоритет.
У 2015. години, доласци избеглица морем су драматично порасли у Грчкој углавном због текућег сиријског грађанског рата. У Грчкој је било 856.723 долазака морем, што је скоро пет пута више него у истом периоду 2014. године. Процењује се да је 8% долазака затражило азил у Грчкој, док су се други надали да ће пронаћи азил у земљама северне Европе.

## Историја
У првој половини двадесетог века имиграција је углавном излазила из Грчке. На прелазу у нови век, већина грчких имиграната мигрирала је у Сједињене Државе; од 1950-их до 1970-их, миграције су се кретале према другим европским земљама, углавном у Савезној Републици Немачкој, где је дошло до мањка радне снаге у процесу обнове након Другог светског рата. Поред тога, око 65.000 Грка потражило је уточиште у земљама бившег совјетског блока након пораза левичарских снага у грчком грађанском рату (1946–1949). Гледајући искључиво на године 1955. до 1970. отприлике милион људи - више од десет посто укупне грчке популације - напустило је Грчку како би емигрирало првенствено у Еуропу, Аустралију, Северну Америку и Јужну Америку.
Неколико догађаја у последњој четвртини двадесетог века довело је до промене у миграционим обрасцима у Грчкој. Након пада војне диктатуре 1974. године, неке грчке избеглице почеле су се насељавати у Грчкој. Овај талас имиграната достигао је свој врхунац крајем 1980-их. Имиграциони бум је заиста погођен након пада Совјетског Савеза 1989. године, када су су-етнички Грци (што значи странци са грчким наслеђем) из земаља бившег совјетског блока, Грци из Албаније и других балканских земаља и економских миграната са Балкана и земље Источне Европе као што су Русија, Украјина, Грузија, Бугарска, Румунија и Пољска, преплавили Грчку. Многи су дошли да избегну превирања и сукобе у својој домовини или због економских могућности које им се пружају у Грчкој, чланици ЕУ са великим неформалним тржиштем. Почетком деведесетих, када су почели ови имиграциони токови, Грчка није имала законодавни оквир за практично управљање и контролу имиграције, све док грчка влада није почела реформу имиграционе политике 1991. године, имиграциони закони датирају још из 1920-их година и за мигранте је било изузетно тешко да легално уђу у Грчку за сврху рада; било је обавезно да мигрант има радну дозволу за улазак у Грчку, коју су морали добити од свог конзулата тек након што су стекли посао у Грчкој. Средином деведесетих година грчка имиграциона политика углавном се ослањала на масовну депортацију углавном албанских имиграната, надајући се да ће обесхрабрити имиграцију у Грчку. Овај политички алат био је у великој мери неефикасан и грчка влада је морала да преиспита своју имиграциону политику почетком двадесет првог века. Иако су учињени кораци да се политика имиграције усклади са директивама ЕУ, имиграција још увек није висок приоритет за грчку владу, чак и када мигранти и даље чине велики део грчког становништва.

## Демографија миграната
Од деведесетих година, Грчка је постала важна земља за мигранте и као крајња дестинација и као транзитна станица између земаља порекла и других земаља у ЕУ. Грчка је одредишна земља првенствено за мигранте са Балкана, источне Европе и неких азијских и афричких земаља и транзитна земља за курдске, афганистанске и друге азијске мигранте. Велика већина имиграната у Грчку долази из Албаније; Албанци чине 63,7% укупне документоване мигрантске популације у Грчкој, а следе Бугари, Грузијци, Румуни, Руси и Украјинци. Имигранти су запослени у грађевинарству, индустријској производњи и пољопривреди. Велики број филипинских домаћица мигрира у Грчку.
Документовани имигранти у попису становништва из 2001. године износили су 693.837 а недокументоване имиграционе процене повећавају овај број на 1,2 милиона људи, или преко 7% грчког становништва. Више од половине легалних странаца налази се у већој атинској области, а четвртина се налази у Солуну, другом по величини граду на северу Грчке. Око половине легално запослених странаца су или етнички Грци или грађани ЕУ; међутим, око 79% имиграната без докумената долази из бивших социјалистичких земаља, док преосталих 21% долази из више од стотину претежно земаља Трећег света. Број радних дозвола грчким странцима који не припадају етничкој групи је само 0,33% од регистроване радне снаге, што је најмањи број у ЕУ.
С друге стране, недокументовани рад страних миграната процењује се на 24% БДП-а Грчке. Многи незаконити досељеници и илегални имигранти не виде Грчку као крајњу дестинацију; они планирају да раде само како би прикупили довољно средстава за прелазак на друге земље у ЕУ. Други долазе у Грчку да остану. Без обзира на то колико дуго бораве у Грчкој, многи мигранти без докумената су искључени из већине грчког друштва и суочавају се са политичким, социјалним и економским проблемима.

### Жене у миграцији
Посебно су жене имигранткиње забележене у Грчкој, оне су узгред, посебно осетљиве на експлоатацију. Грчке жене и даље напредују у образовању и запошљавању. Традиционално, учешће грчких жена у радној снази било је веома ниско због недостатка могућности за формално запошљавање, превеликог броја неплаћених активности у малим породичним предузећима или пољопривредним радом и превладавајућих културних ставова у Грчкој о домаћој улози жена. Од 1971. до 1996. године, учешће одраслих жена у плаћеној радној снази скочило је са 31,2% на 47,5%. Брза експанзија грчког образовног система, заједно са повећаним просперитетом у Грчкој, довела је до повећања броја жена на радном месту и накнадног смањења понуде радне снаге за одређене (обично неплаћене) послове које углавном раде жене. Међутим, грчке културне вредности које се тичу женских "дужности" у дому нису се промениле тако брзо као што је то случај са женским запошљавањем - грчке жене све више преузимају одговорности изван куће, док њихови радови у кући углавном остају несмањени. Ово ствара потребу за јефтином, миграционом радном снагом у областима које се односе на рад у домаћинству у Грчкој, које су углавном попуњене мигранткињама.
Постоји велики степен сегрегације посла по полу за мигранте у Грчкој, са углавном мигрантским женама које испуњавају домаће улоге које су оставиле грчке жене. Жене са Филипина, Албаније и источне Европе доминирају домаћим радом миграната у Грчкој и чине већину имиграната из тих земаља - 76% бугарских имиграната, 70% Албанаца, 76% Румуна, 85% Пољака, а 80% филипинских имиграната у Грчкој су жене. Грчка има највећу стопу миграције жена у Европи. Жене из развијенијих земаља имају тенденцију да раде у туризму и канцеларијским пословима, док су жене из земаља азијског, афричког и бившег совјетског блока су углавном запослене у домаћинству за кућне послове или као неговатељке у медицинским центрима. Жене Филипинке су примарно запослене као служавке у породицама, док су албанске жене ограничене на улоге у домаћинству или чишћење.
Док су већина жена мигранткиња економски имигранти који траже добре послове који им доносе много већу плату него што их могу наћи у својој домовини, жене мигранти, посебно оне без докумената, су подложне експлоатацији и злостављању. Грчки правни систем нуди веома малу заштиту радницима у домаћинству и у неким случајевима може заправо повећати њихову несигурност и рањивост. Поред тога, случајеви проституција се све више повећавају, а процене наводе да се преко 20.000 мигранткиња долази у Грчку у сврху сексуалног рада.

## Фактори миграције

### Финансијска и политичка стабилност
Као чланица ЕУ од 1981. године Грчка се сматрала оазом стабилности на бурном Балкану. Чак и слабо плаћени нерегуларни радници мигранти у Грчкој могли би зарадити чак четири до шест пута више него што би могли очекивати да ће зарадити код куће. Иако зарађују више новца него што могу у својим матичним земљама, плате су још увек релативно ниске; у студији спроведеној у северној Грчкој, стварни трошкови рада миграната према грчким послодавцима (посебно нерегуларни радници мигранти) су отприлике 40% нижи од трошкова локалних радника.

### Природа економске активности
Економски услови у Грчкој погодују развоју јефтине радне снаге. Самозапошљавање у Грчкој је три пута веће од просека ЕУ, што одражава велике пољопривредне секторе, мала породична предузећа и постојање велике неформалне економије. Заправо, неформална економија Грчке чини око 30% њеног БДП-а - највеће неформалне економије у Европи. Ова неформална економија треба јефтин, неквалификовани рад за опстанак, будући да млади људи у Грчкој нису вољни да прихвате запошљавање у тим секторима. Млади Грци имају ниско учешће у радној снази и настављају да студирају на универзитету док не нађу посао у струци. То значи да многи млади имигранти могу наћи запослење ниског квалитета ако прихвате врсте послова са ниским статусом које домаћи Грци одбацују. Ово је нарочито истакнуто у пољопривредним и тешким индустријским пословима за мигранте, као и за одржавање домаћинства, чишћење и негу - рад за жене мигранте.

## Географска локација
Грчка, на раскршћу Европе, Азије и Африке, није само крајње одредиште за мигранте из Азије и Африке, већ се види као улаз или корак ка западној Европи. Велика обала Грчке и вишеструка острва значе да је легалан улазак миграната веома тежак. Поред тога, ослањање Грчке на туризам значи да границе никада нису биле адекватно полицијски заштићене. Докази сада показују да готово сва илегална имиграција у Европску унију тече кроз порозне границе земље. У 2010. години, 90 посто свих страхова од неовлашћеног уласка у Европску унију догодило се у Грчкој, у поређењу са 75 посто у 2009. и 50 посто у 2008. Из тих разлога, многи имигранти улазе у Грчку покушавајући да добију приступ остатку Европске уније.

## Илегална миграција у Грчкој
Грчка је имала проблема са илегалном имиграцијом где многи мигранти пролазе кроз Турску. Грчке власти верују да 90% илегалних имиграната у ЕУ улази кроз Грчку, многи беже због немира и сиромаштва на Блиском истоку и Африци.
Неколико европских судова одредило је да Грчка не поштује минималне стандарде третмана тражилаца азила. Последице су да илегални мигранти који долазе у друге земље не могу бити враћени у Грчку.
Грчка влада је предложила бројна решења, као што је изградња ограде на турској граници и постављање логора.

### Грчка као улаз у шенгенско подручје
Грчка се користи као улаз у шенгенски простор, посебно оних који потичу са Блиског истока. Суседна Турска је такође укључена у ово питање, пошто већина илегалних имиграната долази из Грчке из те земље. Карактеристично је да турска званична политика види прилив имиграната у Грчку као главни фактор вођења спољне политике. Турске владе званично усвајају "доктрину озала", коју је иницирао бивши турски премијер Тургут Озал. Турци су карактеристично изјавили да:
Не треба да ратујемо са Грчком. Само им морамо послати неколико милиона илегалних имиграната из Турске и завршити с њима.
Већина илегалних имиграната пролази кроз грчко-турску границу са толеранцијом или чак уз помоћ власти у Турској, без обзира на билатералне споразуме који су одобрени за ово питање од 2003. године. Штавише, чињеница да турске власти не поштују услови потписаних споразума стварају неколико проблема током процедура предаје илегалних имиграната у пограничним подручјима. Очигледна је и несарадња турске стране, упркос постојању специфичних доказа у неколико случајева (тј. турски кријумчари илегалних имиграната које су грчке власти ухапсиле).
Неконтролисани проток имиграната из Турске у Грчку резултира, између осталог, низом негативних социјалних и политичких последица: дестабилизација социјалне кохезије кроз демографске промене, као и подстицање ширења организованог криминала и терористичких мрежа. На пример, терориста Ал-Каиде високог нивоа који је прошао грчку границу из Турске ухапшен је у покушају да добије политички азил у земљи.

## Талас илегалних миграција
У Грчкој постоји врло мала потражња за квалификованим радницима мигрантима у Грчкој и велика потражња за неквалификованим радницима искључиво у неформалном сектору. Постоји веома мали број имиграната који имају ваљано одобрење за рад у неформалном сектору, али се процењује да је у Грчкој велики број неовлашћених радника имиграната. Министарство за јавну безбедност је 1992. године назначило да је од 500.000 странаца за које се процењује да су у Грчкој, њих 280.000 било незаконито ушло на територију земље. Од 2011. године, у Грчкој има око 500.000 незаконитих миграната који су или незаконито ушли у земљу или су легално ушли али су остали у Грчкој након истека визе. Други радници који немају документе стижу као „лажни туристи“ који настављају да живе и раде у Грчкој након што истекају краткорочне туристичке визе које стигну. Већи део економског раста у Грчкој крајем деведесетих и почетком 2000-их је био кроз недовољно плаћен рад илегалних имиграната, који чине 29,4% БДП-а Грчке. Илегално запошљавање илегалних имиграната привлачно је за грчке послодавце јер не морају поштовати строге прописе о раду и социјалну сигурност за раднике без докумената. Поред тога, неки мигранти бирају флексибилност илегалног тржишта рада. Имигрантима је лакше да нађу посао у овом сектору у односу на легално тржиште због строге имиграционе политике која отежава процесе подношења захтева за издавање визе, те морају да их стално обнављају.
Тешка имиграциона политика у Шпанији и Италији и споразуми са афричким земљама за борбу против илегалне имиграције променили су смер кретања афричке имиграције према Грчкој. Истовремено, изгледа да су се повећали и токови из Азије и Блиског истока - углавном из Пакистана, Авганистана, Ирака и Бангладеша - према Грчкој. У 2010. години ухапшено је 132.524 особа због „илегалног уласка или боравка“ у Грчкој, што је нагли пораст у односу на 95.239 у 2006. Готово половина ухапшених (52.469) одмах је депортована, од којих су већина били Албанци. Процењује се да је број албанских радника у Грчкој 1991. године износио око 150.000, а неки процењују да тај број износи чак 500.000. Албанци обично попуњавају неквалификоване послове које домаћи радници сматрају непожељним, који су углавном повезани са туризмом, сезонским пољопривредним активностима и домаћим сектором, као што су брига о деци, радови у домаћинству и брига о старијим особама. Скоро сви нерегуларни имигранти који долазе у Грчку запослени су у неформалном сектору, долазе сами без чланова породице и долазе са циљем да нађу посао, чак и када уђу у процес добијања туристичке визе.
Често, да би прешли границу у Грчку, илегални имигранти морају платити кријумчару пребачај у земљу. Велика већина ухапшених кријумчара миграната - 58,4% оних који су ухапшени у првих осам месеци 2000. године - су били грчки држављани. Албанска мафија је друга по величини група кријумчара, која се углавном бави кријумчарењем других Албанаца. Турци су такође доминантни кријумчари преко турско-грчке границе. Организације за трговину људима у Албанији могу наплатити до 4.000 америчких долара по особи коју могу прокријумчарити а за многе кријумчаре овај посао је доста уносан. Илегални имигранти из Пољске и других земаља бившег совјетског блока посебно користе ланчану миграцију, у којој се одржавају блиске везе са домаћим селима, а рођаци или пријатељи се регрутују да раде у Грчкој и препоручују се послодавцима; радна места се преносе између имиграната који се враћају у своје матичне земље на вишемесечну посету и придошлице из њихових родних места.
Илегални имигранти у Грчкој често се суочавају са ситуацијама експлоатације са мало средстава за регрес. Члан 84 Закона 2286/2005 наставља да забрањује пружање услуга грчким јавним службама, правним лицима и локалним владиним организацијама странцима који не могу доказати да су законито ушли и бораве у Грчкој, осим ако се ради о ванредној ситуацији или када је особа у опасности. То значи да је мигрантима без документације веома тешко да добију здравствене и јавне услуге од државе или да покрену предмете против послодавца који злоставља. Грчка влада такође депортује велики број илегалних имиграната сваке године, што значи да радници који немају документе вероватно неће изнети и пријавити опасне, неправедне или експлоатативне радне услове због страха од депортације. Од 1991. до 1999. године, 1.820.000 миграната је депортовано, већина њих из Албаније. Постоји и велики број жена и деце који су одведени у Грчку ради сексуалног рада и који се налазе у ситуацијама израбљивања, али не могу добити помоћ због свог незаконитог статуса. Постоји велики проценат углавном малолетних адолесцентских албанских девојчица и дечака испод десет година, на пример, који су илегално одведени у Грчку да раде у индустрији секса.
Процес регулације за грчке имигранте је тежак с обзиром на кораке које треба подузети у складу са грчком имиграцијском политиком. Године 1998. више од 370.000 имиграната је поднело захтев за привремену 'белу картицу' у оквиру програма регуларности миграција - мање од 60% је прешло у другу фазу процеса примања зелених карата. Поред тога, преко 75% подносилаца пријава те године били су из Албаније, Бугарске и Румуније, од којих су многи били Грци. Од тада је било покушаја реформе процеса регулације и грчке политике у вези са имиграцијом, али је још увек тежак, скуп и заморан процес за имигранта који жели регулише свој статус па се многи одлучују да остану незаконити и ризикују последице због веће флексибилности неформалног тржишта.

## Владине мере
Када су имигранти почели да преплављују Грчку у великом броју по први пут у деведесетим годинама, грчка влада није била адекватно припремљена за управљање и контролу толиких миграната. До 1991. године, закони о имиграцији су датирали још из 1920-тих. Године 1991. усвојен је први Закон о странцима (Закон 1975/1991), први покушај Грчке да се избори са масовним приливом имиграције. Овај закон се искључиво бавио ограничавањем миграције у Грчку и обесхрабривању уласка странаца у Грчку. Једини начин на који би странац могао радити у Грчкој био је да добије дозволу за боравак и рад пре доласка. Сваки покушај незаконитог уласка у земљу према Закону 1975. могао би се казнити затвором од три месеца до пет година. Поред тога, мигранти нису имали право на било какву врсту социјалне помоћи или прве помоћи, осим у случају хитне ситуације, осим ако имају дозволу боравка. Овај закон је био неуспешан и није учинио ништа да спречи илегалну имиграцију и довео је само до протеривања масовног броја илегалних имиграната током деведесетих, посебно албанских миграната. Током деведесетих, скоро 2 милиона миграната, од којих је велика већина мушкараца, депортовани су, са скоро 200.000 депортованих у просеку годишње; више од две трећине њих су били Албанци.
Тек 1997. године два председничка декрета увела су први програм регулације у Грчкој. Председничке уредбе 358/1997 и 359/1997 биле су лоше осмишљене, погрешно вођене и отежавале су имигранте да се успешно регулишу, али су поставили прве темеље за институционални оквир у Грчкој који је покушао да се заиста бави имиграцијом на начин да отишао даље од депортације. Нови Закон о странцима који је уведен 2001. године био је усредсређен на краткорочну регулацију миграција кроз рестриктивне канале легалне миграције и већи програм регулације и свеобухватнији политички оквир за дугорочно решавање имиграције. Било је неких користи од овог закона, као што је право на информисање на језику који се разуме у притвору и обавезно деветогодишње образовање за децу мигранте. Међутим, одређени аспекти закона, као што је потреба да се сваке године обнављају визе, занемарују потребе локалних тржишта рада да попуне позиције у релативно кратком времену, и готово потпуно игноришу чињеницу да би многи имигранти и даље покушавали да мигрирају илегално. Законито боравиште миграната који још нису били у Грчкој пре 2001. године било је веома тешко према овом закону. Имиграциони закон је и даље дискриминаторан у погледу стицања држављанства и прави разлику између су-етничких повратника и "странаца". Влада је 2004. године одлучила да изда дозволе у трајању од две године, за разлику од једногодишњих, које су смањиле време и новчане трошкове подношења захтева за издавање визе, али још увек је било много питања везаних за регулацију. Мали број радних дозвола, њихово ограничено трајање и општа политичка оријентација грчке владе нису допринели стварању одрживе имиграционе политике.
Значајан преглед грчког закона о имигрантима у 2006. години показао се у неколико нових закона, од којих је већина ступила на снагу 2007. године. Уведена је јединствена двогодишња дозвола за боравак и рад која се може обновити за још две године, у зависности од локалног тржишта рада и услова. Закони 3386/2005 и 3536/2007 укључивали су одређене категорије имиграната који су живели у Грчкој неколико година, али који нису били у стању да регулишу своје боравиште и запослење у Грчкој из различитих разлога у правни статус. Створене су и посебне одредбе за заштиту жртава трговине људима. Ови закони су такође укључивали акциони план за успешно укључивање имиграната у грчко друштво на основу поштовања њихових основних људских права. Међутим, према Закону 3386/2005, имигранти који нису у могућности да докажу да су легално у Грчкој и даље немају приступ јавним и социјалним услугама.
У скоријим годинама, директиве ЕУ и закони који се тичу имиграције обликовали су отворенији приступ који је оријентисан на интеграцију у Грчкој и био је главни извор информација, политика и пракси за развој националне миграционе политике. Међутим, питања везана за политику миграната нису приоритет на грчкој националној агенди, поготово од дужничке кризе 2008. године. Пошто се ово не сматра широко важним питањем, реформа ће и даље бити под знаком питања у најбољем случају и неће подузети потребне кораке како би направила стварне, трајне промене у миграционој политици.

## Реакције јавности
Године 1989. Грци су представљени од стране Еуробарометра (тело за испитивање и истраживање Европске комисије) као људи који су највише толерантни према странцима у целој ЕУ. Међутим, политичка нестабилност и ратовање на Балкану почетком 1990-их учинили су да Грци почну да се брину о сукобу који се приближава њиховим границама. Поред тога, у деведесетим годинама прошлог века албански национализам је још увек тврдио да делови грчке територије и "македонско питање" представљају претње за грчку територију и националну културу. Ова политичка дешавања оживела су многе осећаје национализма у Грчкој а прилив имиграната деведесетих изазвао је колективну слику Грчке као етнички хомогеног друштва. Грчка национална држава снажно је везана за етнички заснован идентитет који се базира на заједничком пореклу, језику и православној религији. Пораст имиграције у 1990. години тада није виђен само као извор потенцијалних економских преврата, већ и као претња културној и етничкој чистоћи и аутентичности грчке нације.
Откако је почетком деведесетих почео прилив имиграната, број Грка који је сматрао да је број имиграната који живе у Грчкој "превисок" скочио је, са 29% у 1991. години на 45% у 1992. години а на 57% у 1993. и 69,2% у 1994. години. Приближно 85-90% сматра да су имигранти одговорни за повећани ниво криминала и незапослености. Грчка је у Еуробарометру представљена 2015. године да би имала нешто више расистичких мишљења од просека ЕУ (нпр. 67% Грка мисли да је у реду радити са муслиманским народом наспрам 71% просека људи у ЕУ). Иста студија приказује мањине у Грчкој да се осећају најмање дискриминисаним у свим Европе. Такође, однос незапослености између странаца у Грчкој и домаћих грађана је нижи од просека ЕУ (како наводи Еуростат), што указује да је Грчка мање дискриминаторна према странцима на тржишту рада него у ЕУ у целини. Према једној књизи Габријеле Лазаридис, Грци држе веома ниска мишљења и стереотипне идеје о многим групама имиграната, посебно Албанаца, Муслимана и Турака, због историјских предуслова. Иако то важи за неке Грке, изгледа да се то не односи на већину. Грчки медији су допринели овим идејама тако што су претеривали у илегалним активностима странаца, посебно Албанаца и албанске мафије. Лазаридис тврди да је ово помогло у одржавању "опасног албанског" стереотипа, који доприноси искључивању албанских имиграната, легалних или илегалних, из економских, социјалних и просторних сфера грчког живота. Важно је напоменути да многи Грци заправо имају мешовита мишљења о имиграцији, често тражећи имигранте, док саосећају са својим имигрантима. Ипак, чак и са популацијом од 7% имиграната - можда чак и више када се укључи процена броја миграната без докумената - неки Грци још увек верују да је њихова земља изузетно хомогена. Лазаридис каже да то може довести до наставка експлоатације миграната и странаца који се сматрају "другима" и којима се не гарантују иста права као грчким грађанима.

## Признања
Високи комесар Уједињених нација за избеглице је 2016. године доделио грчким волонтерима награду Nansen Refugee Award. Волонтери "Грчког спасилачког тима" и Ефи Латсоуди из "ПИКПА села" добили су награду за своје неуморне волонтерске напоре да помогну избеглицама који стижу у Грчку током европске избегличке кризе.